# Quètxup
El quètxup (de l'anglès ketchup) és una salsa de tomàquet condimentada amb vinagre, sucre i sal, a més de diverses espècies que poden variar però habitualment inclouen ceba, pebre de Jamaica, coriandre, clau, comí, all i mostassa, i de vegades inclouen api, canyella o gingebre, triturats i amb una textura densa i homogènia. Té un gust agredolç.
És un condiment habitual de graellades, en plats d'ous, i típic del menjar ràpid com ara patates fregides, salsitxes, hamburgueses… i per a assaborir altres salses.

## Etimologia
L'etimologia de la paraula ketchup no està clara, amb múltiples teories en competència: del cantonès "keh jup", o dels dialectes de Quanzhou, o del dialecte de Zhangzhou "kôe-chiap", del malai "kicap" o del cognat francès de l'escabetx.

## Preparació
Per a la preparació del quètxup per a fer un quilo, es renten tres quilos de tomàquets i s'escalden per retirar-ne la pell i les llavors, aleshores es posen en una cassola i s'hi afegeix un quilo de ceba tallada a llunes, i mig quilo de poma golden, pelada i tallada a daus, a continuació 200 ml de vinagre, un parell de canyes de canyella, tres grams de clau i tres de mostassa, i es bull a foc fort, destapat per evaporar l'aigua dels tomàquets. Quan la ceba està ben cuita i el tomàquet no té gust de cru, s'hi afegeix mig quilo de sucre morè, s'abaixa el foc i es continua la cocció, remenant fins que la mescla espesseixi, aleshores es retira la canyella i es tritura fins que queda una mescla homogènia, llavors es torna a posar al foc mitjà se segueix remenant fins que la barreja agafa un color brillant, aleshores s'atura el foc i s'hi afegeix una cullerada de garrofí i un quart de quilo de sucre morè, remenant-ho perquè s'integri tot bé i quedi més espès. S'ha de desar en ampolles esterilitzades i tapades, posant-les al bany maria uns 20 minuts per a fer el buit.

## Història

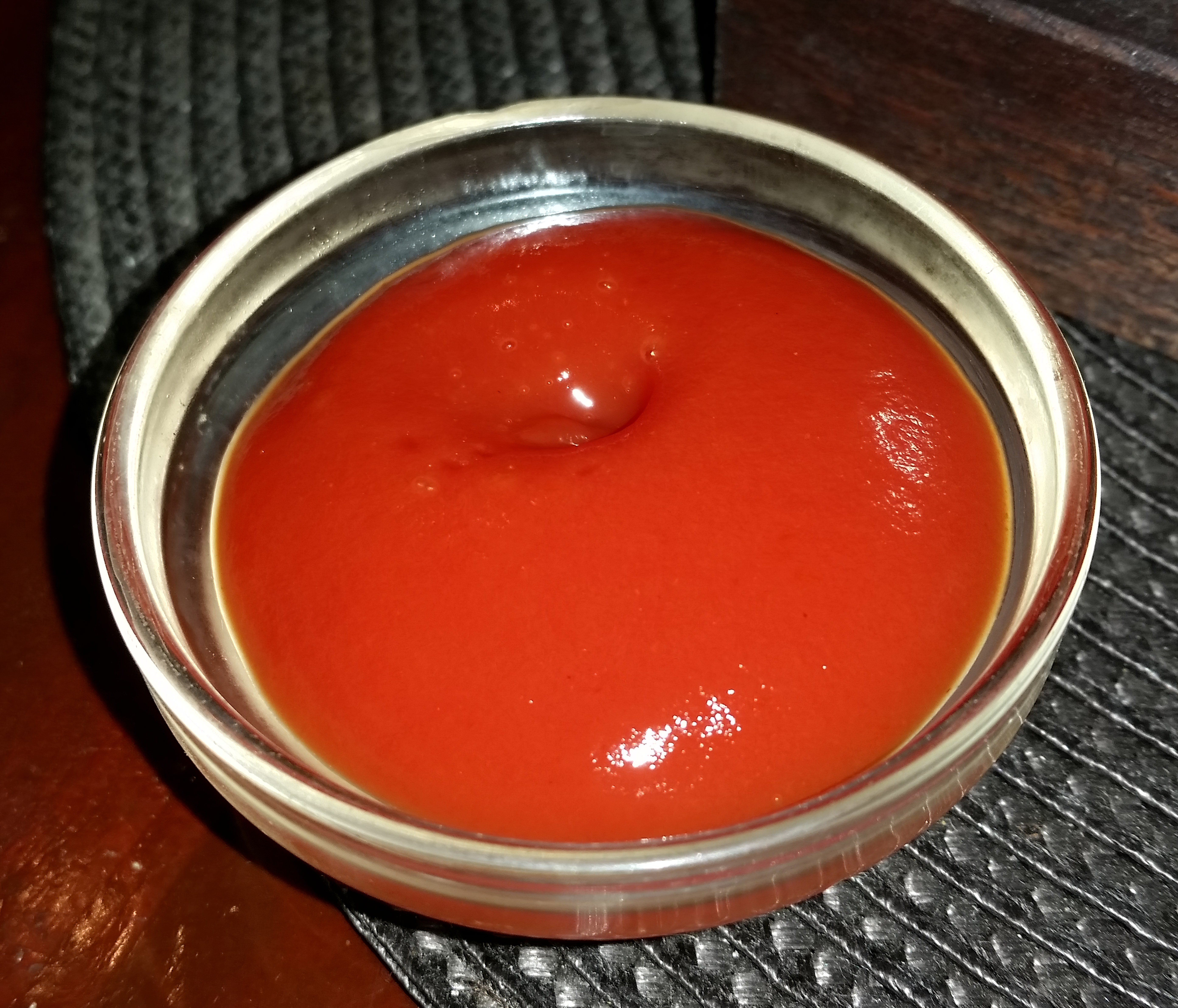
Un plat típic de salsa de quètxup.

El quètxup té el seu origen en el ket siap xinès, una salsa picant que acompanyava el peix i la carn, però que no incloïa el tomàquet entre els seus ingredients. Els anglesos l'importaren de l'arxipèlag malai en el segle xviii.
Les receptes de quètxup van començar a aparèixer als llibres de cuina britànics i després americans al segle xviii, i es preparaven amb bolets com a ingredient principal. Segons l'Oxford English Dictionary, el terme quètxup va aparèixer per primera vegada el 1682. En un llibre de cuina de Londres de 1742, la salsa de peix ja havia agafat un sabor molt britànic, amb l'addició d'escalunyes i bolets. Els bolets aviat es van convertir en l'ingredient principal i de 1750 a 1850 la paraula "ketchup" va començar a significar qualsevol quantitat de salses fosques i fines fetes de bolets o fins i tot de nous. Als Estats Units, el quètxup de bolets es remunta almenys a 1770, i va ser preparat pels colons britànics a les Tretze Colònies. En l'època contemporània, el quètxup de bolets es troba al Regne Unit, encara que no és un condiment d'ús habitual. Es van crear moltes variacions de quètxup, però la versió a base de tomàquet no va aparèixer fins a principis del segle xix.
El quètxup modern fou ideat per l'estatunidenc Henry J. Heinz, qui el 1876 afegí el gust avinagrat i espès a la recepta original, i la marca que va crear encara és la líder mundial de vendes, amb 650 milions d'envasos de plàstic venuts anualment.

## Usos
Sol emprar-se en general condimentant patates fregides, pollastre fregit, hamburgueses, sandvitxos, etc. Algunes persones l'utilitzen també amb arròs blanc o pasta entre d'altres.

## Salut
El quètxup no és especialment nociu, només s'ha de vigilar la quantitat ingerida en alguns períodes. Per les característiques i els seus continguts, cal tenir-ho en compte en aquelles persones que tenen problemes estomacals, com ara gastritis o úlcera, a causa del caràcter àcid de la fórmula. Les persones que tenen diabetis han de vigilar el consum a causa del contingut de sucres. Les persones amb hipertensió han de saber que el contingut normal de sals és del 2%. A l'apartat de calories el quètxup aporta de mitjana 100 calories per cada 100 grams, i cal tenir en compte que conté tomàquet concentrat (el tomàquet natural conté 18 calories per cada 100 grams), mentre que el tomàquet fregit aporta unes 80 calories per cada 100 grams.
S'especula que el quètxup pogués contenir traces de gluten, la qual cosa seria nociu en el cas d'algunes persones amb intolerància (principalment els celíacs). Per aquest motiu hi ha també versions de quètxup sense gluten.

## Acceptació cultural
El quètxup s'ha fet molt popular a tots els països, i es pot tenir com un indicador econòmic, per exemple als Estats Units la taxa d'ús a les llars és del 97%, només per sota de la sal, el sucre i el pebre. Només als Estats Units una persona consumeix tres envasos a l'any (gairebé un litre). El quètxup s'utilitza de forma comuna en gairebé totes les cultures i en tots els països desenvolupats i en desenvolupament.